# 大中之治

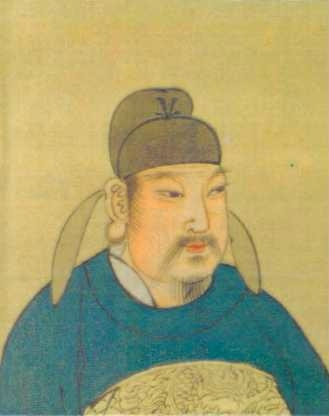
唐宣宗

大中之治（846年－859年），是指唐宣宗在位时期的治世。
宣宗于即位后即致力于改善中唐以來的社会问题，例如：抑制宦官势力过分膨胀，打击不法权贵、外戚。宣宗勤俭治国，体恤百姓，减少赋税，注重人才选拔，唐朝国勢有所起色，百姓日渐富裕，使本已十分衰败的朝政呈現出“中兴”的小康局面。
对外，大中年间收复安史之乱以來被吐蕃占领的河西地區：“克复河湟，拓疆三千里外。告成宗庙，雪耻二百年间。”使得大唐国势复振。因此，史上对宣宗评价极高：《唐鑑》：“百吏奉法，政治不扰，海内安靖几十五年。”《旧唐书·宣宗纪》“史臣”言：“洎大中临驭，一之日权豪敛迹，二之日奸臣畏法，三之日阍寺詟气。”《资治通鉴》：“故大中之政，讫于唐亡，人思咏之，谓之小太宗。”
关于唐代大中之政，旧史多有赞溢之辞。宣宗执政，幾廢会昌之政。大中元年十二月，李德裕被贬，改用牛党的白敏中、崔铉、令狐綯等人，在治国并无多大成就。在经济上，宣宗一反武宗灭佛的爭議，重新支持恢复佛教势力。會昌年間，薛元赏一度控制住神策軍，大中时期，薛元赏隨李黨失勢被貶，宦官对神策军又取得控制權。
史家常言宣宗在位时勤于吏治，多减赋税。宣宗曾密令翰林学士韦澳将各州县的风俗名物编纂成书《处分语》，加強地方控管。大中十一年之后，宣宗開始疏于政事，沉溺于长生术，“颇好神仙”。宦官权势又呈复兴之势，甚至还从东南财赋之地攫取大量的经济特权。大中十二年以來，南方军乱不断，容管、岭南、湖南、江西、宣歙、武宁等藩镇相继爆发军士逐帅事件。大中十三年，武宁（徐州）节度使康季荣因不恤士卒，被士卒所逐。大中十三年，裘甫领导的农民起义更在浙东爆发，當時距唐懿宗继位还不到半年。很大的原因是宣宗縱容地方大员贪污腐败，例如荆南节度使杨汉公大中中期以贪鄙而徵入朝廷，宣宗授其同州刺史。各地藩镇竞相仿效，纷纷向宦官行賄，終於導致兵变发生。《新唐书》说，“唐亡，诸盗皆生于大中之朝。”清人王夫之在《讀通鑑論》論“小说载宣宗之政，琅琅乎其言之，皆治象也，温公亟取之登之于策，若有余美焉。自知治者观之，则皆亡国之符也。”其評價與《資治通鑑》的大力歌頌，簡直有天壤之別。

## 註腳
1. ↑  《資治通鑑˙唐紀》，宣宗大中9年9月條載：“九月，乙亥，貶李訥為朗州刺史，監軍王宗景杖四十，配恭陵。仍詔‘自今戎臣失律，並坐監軍。’”
2. ↑  《資治通鑑》卷248，宣宗大中元年3月條，載：「閏月，敕：『應會昌五年所廢寺，有僧能營葺者，聽自居之，有司毋得禁止。』是時君、相務反會昌之政，故僧、尼之弊皆復其舊。」
3. ↑  《通鑑》卷249，大中十一年十月壬申条
4. ↑  《读通鉴论》卷二十六“宣宗”